# Quartier pénitentiaire (île Royale)
Le Quartier pénitentiaire est un monument historique de Guyane situé dans la ville de Cayenne sur l'Île Royale.
Le site est inscrit monument historique par arrêté du 26 décembre 2000.